# Eduard Strauss
Eduard Strauss (1835-1916) là nhà soạn nhạc người Áo. Là một thành viên của triều đại waltz Strauss nổi tiếng, ông là con của Johann Strauss I, em của Johann Strauss II và Josef Strauss. Ông thuộc thế hệ thứ hai, thế hệ nổi bật nhất, của triều đại âm nhạc này. Ông có một hành động đáng chú ý là đốt một số lượng lớn các bản gốc của nhiều tác phẩm viết cho dàn nhạc giao hưởng của gia đình ông ở quận Mariahilf, Viên vào năm 1907. Ông Eduard nhà Strauss làm như vậy để tránh việc một số người nhận tác phẩm của gia đình này làm của mình, từ đó dấy lên một cuộc cạnh tranh với Karl Michael Ziehrer. Thật may mắn là có một số người tập hợp các tác phẩm bị phá hủy bản gốc và duy trì chúng cho đến bây giờ.